# Пьявченко, Николай Иванович
Никола́й Ива́нович Пья́вченко (18 ноября [1 декабря] 1902, Курск — 12 апреля 1984, Москва) — советский учёный-болотовед, почвовед и геоботаник. Профессор, заслуженный деятель науки РСФСР (1963), член-корреспондент АН СССР (1970).

## Биография
Родился 18 ноября (1 декабря) 1902 года в городе Курске, в семье народного учителя.
Начал работать в Курском губернском земельном отделе.
После окончания торфяных курсов работал уездным (а затем районным) торфмейстером.
В 1929 году был назначен на должность директора Дроняевского опытно-показательного пункта.
В 1931—1934 годах заочно учится на факультете агрохимии и почвоведения Московской сельскохозяйственной академии имени К. А. Тимирязева (ТСХА), где сочетал административную работу с исследовательской. Опубликовал первые работы по разработке торфа: «Добыча торфа на топливо разным способом», «Основы сельскохозяйственного освоения выработанных карьеров», а также статьи и брошюры.
Разработалобъёмно-весовой метод определения степени разложения торфа, сконструирован новый торфяной бур и написан ряд печатных работ, в которых освещаются вопросы происхождения и развития болот в условиях лесостепи.
После окончания ТСХА поступил в Ленинградский университет на биологический факультет, который оканчил в 1938 году.
В 1941 году защитил кандидатскую диссертацию на тему: «Торфяные болота Чернозёмной Зоны, их происхождение и развитие».
В годы Великой Отечественной войны работал на Центральной торфяной станции и в Главном управлении торфяного фонда при Наркомате земледелия РСФСР.
В 1949 году был приглашён на работу в Институт леса АН СССР, где по рекомендации своего учителя акад. В. Н. Сукачёва организует первую в стране лабораторию лесного болотоведения — новой отрасли науки, стоящей на стыке общего болотоведения и лесоведения, которой руководит долгие годы. «Происхождение, эволюция и пути практического использования торфяных болот Крайнего Севера СССР» — тема докторской диссертации, успешно защищенной им в 1950 году. В дальнейшем результаты этого исследования легли в основу опубликованной им в 1955 году монографии «Бугристые торфянники», удостоенной премии Президиума АН СССР.
После переезда Института леса в Красноярск Н. И. Пьявченко развернул широкие научные исследования в Сибири. За большие заслуги в области изучения торфяных запасов СССР ему было присвоено звание заслуженного деятеля науки РСФСР.
В 1967—1976 годах — президент Карельского филиала АН СССР. Под его руководством организована лаборатория болотоведения (1968) и лаборатория лесоосушительной мелиорации (1976).
Избирался депутатом Верховного Совета Карельской АССР IX созыва (1975—1980).

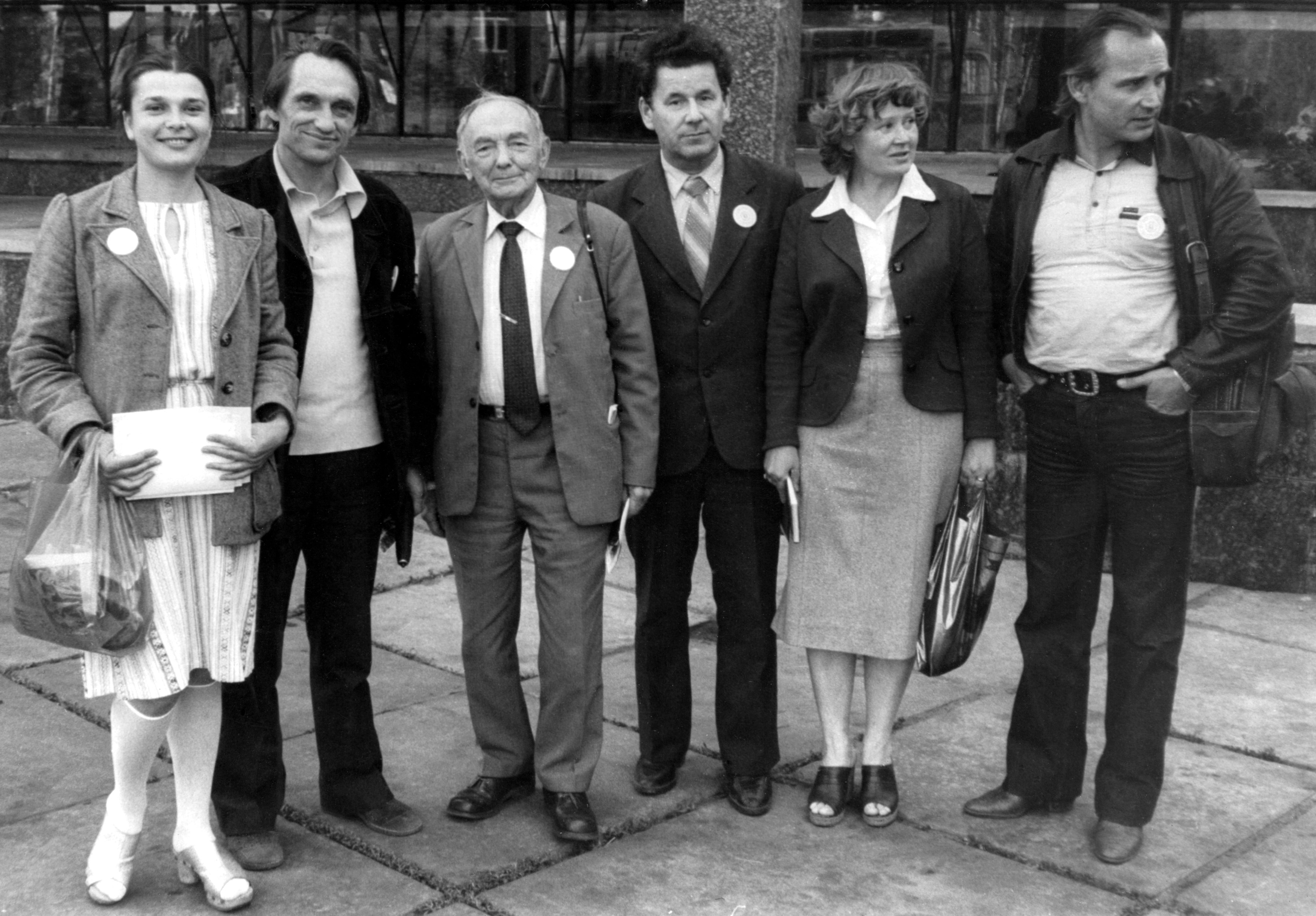
Н. И. Пьявченко с коллегами на совещании в Архангельске

В 1970 году был избран членом-корреспондентом АН СССР. Предложил решение ряда теоретических проблем в области болотоведения, почвоведения и геоботаники, а также внёс большой вклад в практику по мелиорации заболоченных земель.
С 1976 года — заведующий лабораторией в Институте эволюционной морфологии и экологии АН СССР.
Скончался 12 апреля 1984 года в Москве. Был похоронен на Кунцевском кладбище, участок № 10.

## Семья
Происходит из семьи столбовых дворян. Отец — Иван Васильевич Пьявченко, учитель.
- 3 брата (Сергей, Константин и Владимир) и сестра Галина.

Был дважды женат (первая жена скончалась от саркомы), от первого брака родился сын Владимир (1937 г. р.).

## Награды и премии
- Орден Трудового Красного Знамени (дважды)
- Орден «Знак Почёта»
- Медали
- Премия Президиума Академии Наук СССР (за монографию «Бугристые торфяники») (1955).

## Членство в организациях
- иностранный член Финского общества лесного хозяйства[источник не указан 2957 дней]

## Память
- 7 февраля 2004 года в Петрозаводске на стене дома № 9 по ул. Куйбышева, где Пьявченко жил в 1973—1979 гг., была открыта мемориальная доска.

## Основные работы
Автор более 200 научных публикаций, в том числе 12 монографий.
- Торфяные удобрения на колхозные поля. — Курск, 1935.
- Добыча торфа на топливо разным способом. — Курск, 1936.
- Использование заболоченных земель в сельском хозяйстве. — М.: Изд-во АН СССР, 1954.
- Бугристые торфяники. — М., 1955.
- Торфяники русской лесостепи. М., 1958[2];
- Основы гидролесомелиорации. М., 1962 (совм. с Е. Д. Сабо);
- Лесное болотоведение: (Основные вопросы) / Академия наук СССР. — М.: Изд-во АН СССР, 1963. — 192 с. — 1200 экз.
- Степень разложения торфа и методы её определения. Красноярск: Институт леса и древесины Сиб. отд. АН СССР, 1963. 55 с.
- Взаимоотношения леса и болота. — М.: Наука, 1967.
- Болота Карелии и пути их освоения. — Петрозаводск, 1971.
- Торфяные болота, их природное и хозяйственное значение. — М.: Наука, 1985. — 152 с.

## Фотогалерея

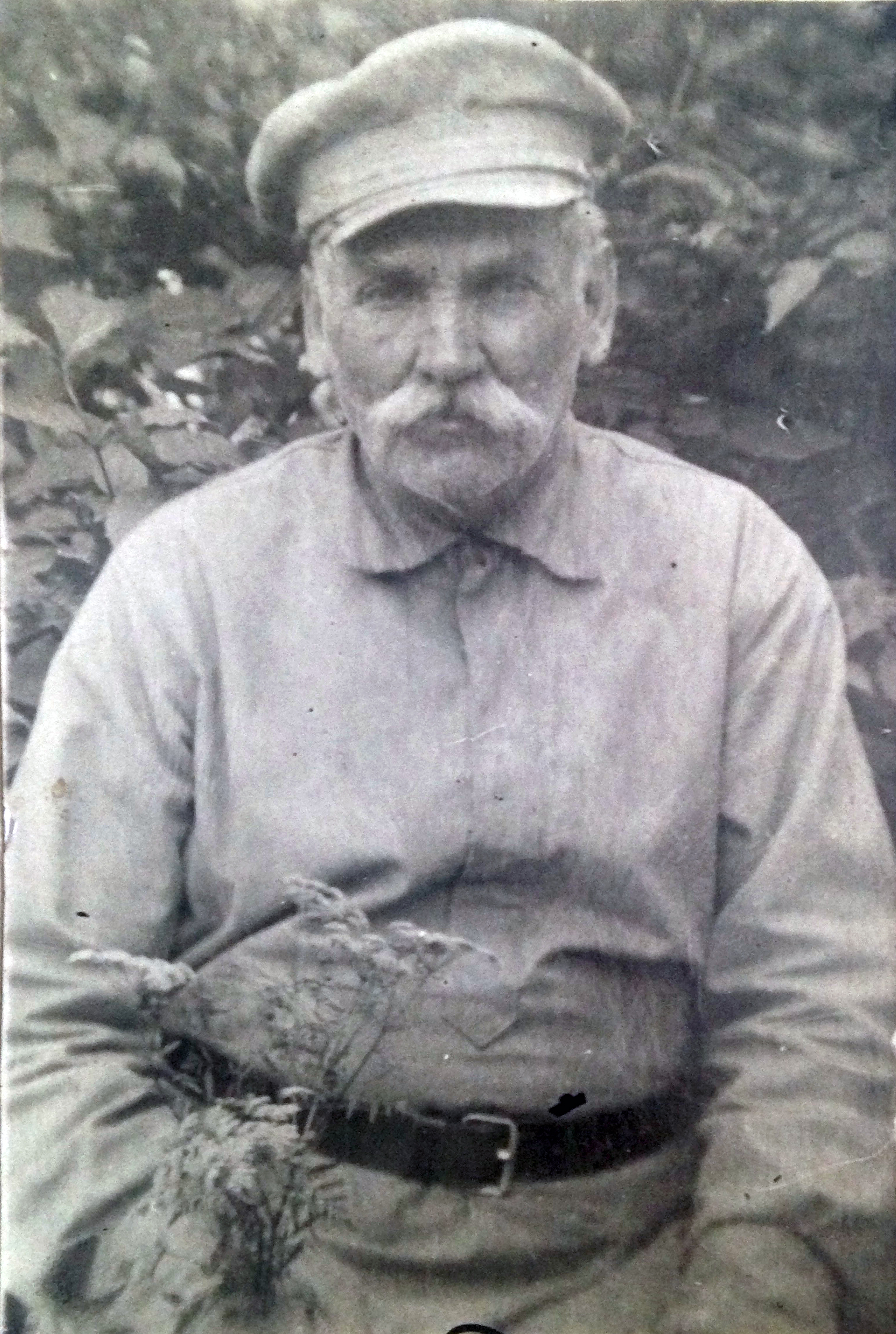
Иван Васильевич Пьявченко, отец Николая Ивановича, с. Дроняево, 1933 г.
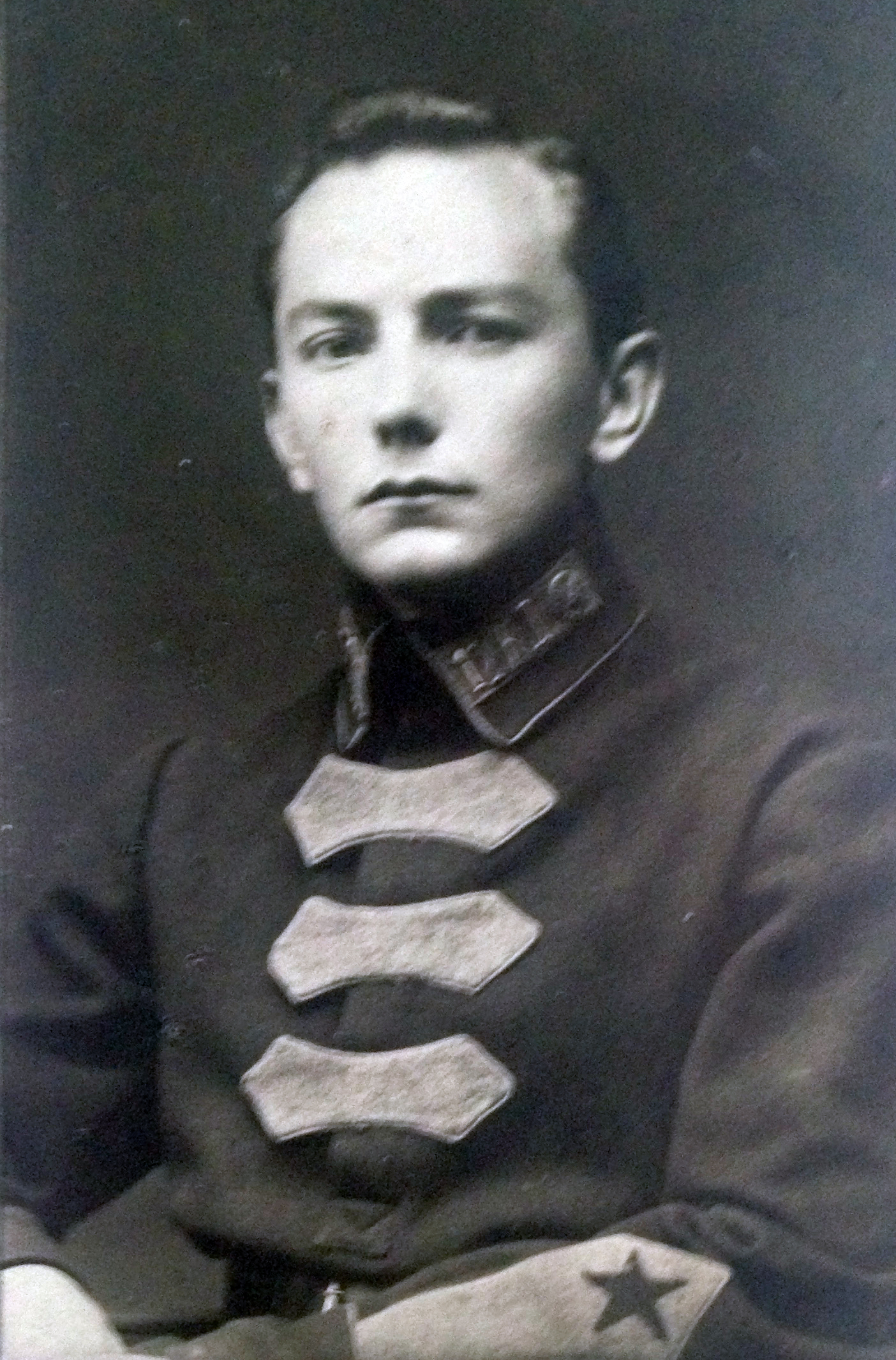
Николай Иванович Пьявченко в молодости
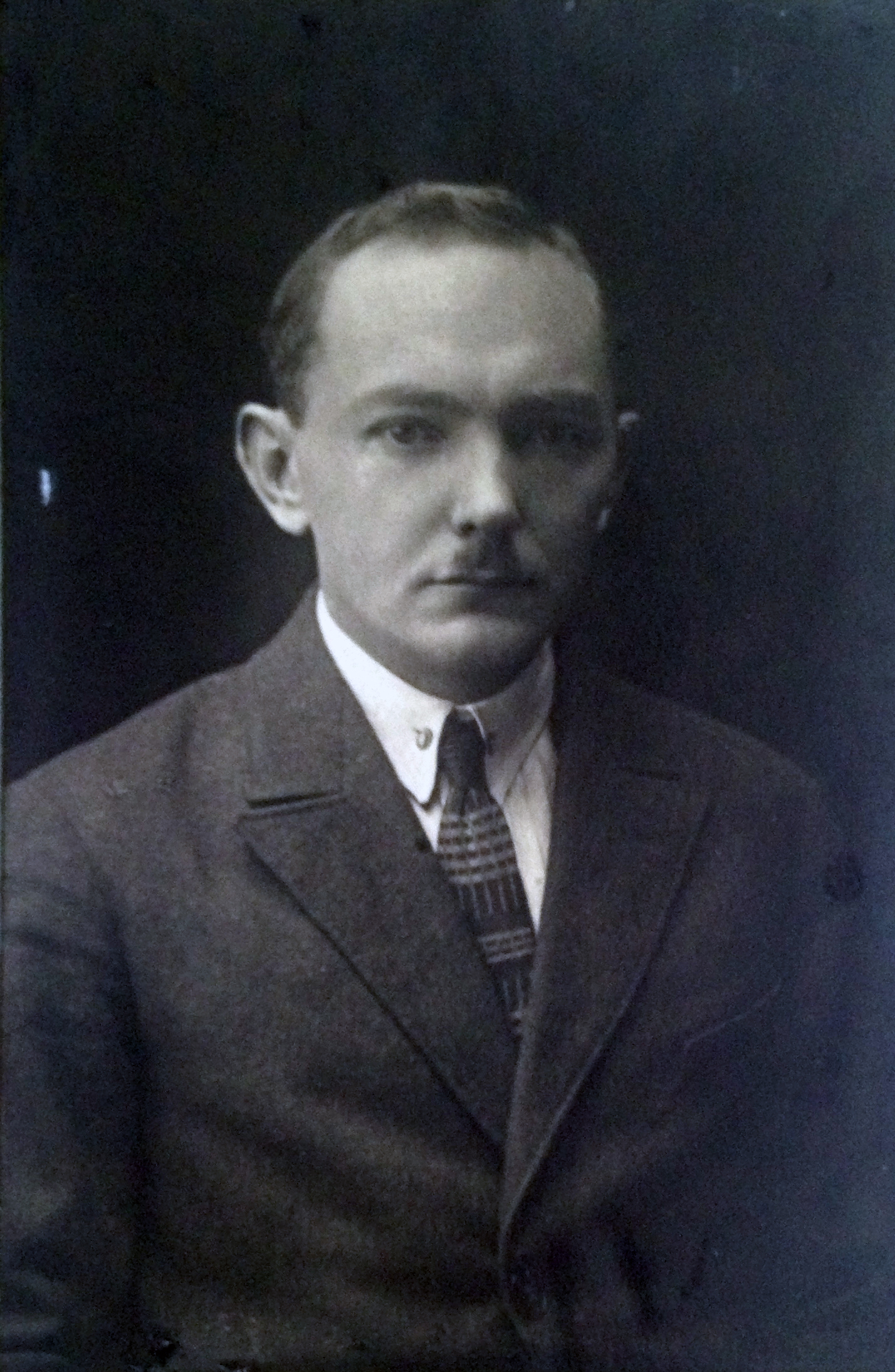
Николай Иванович Пьявченко, 1940-е годы
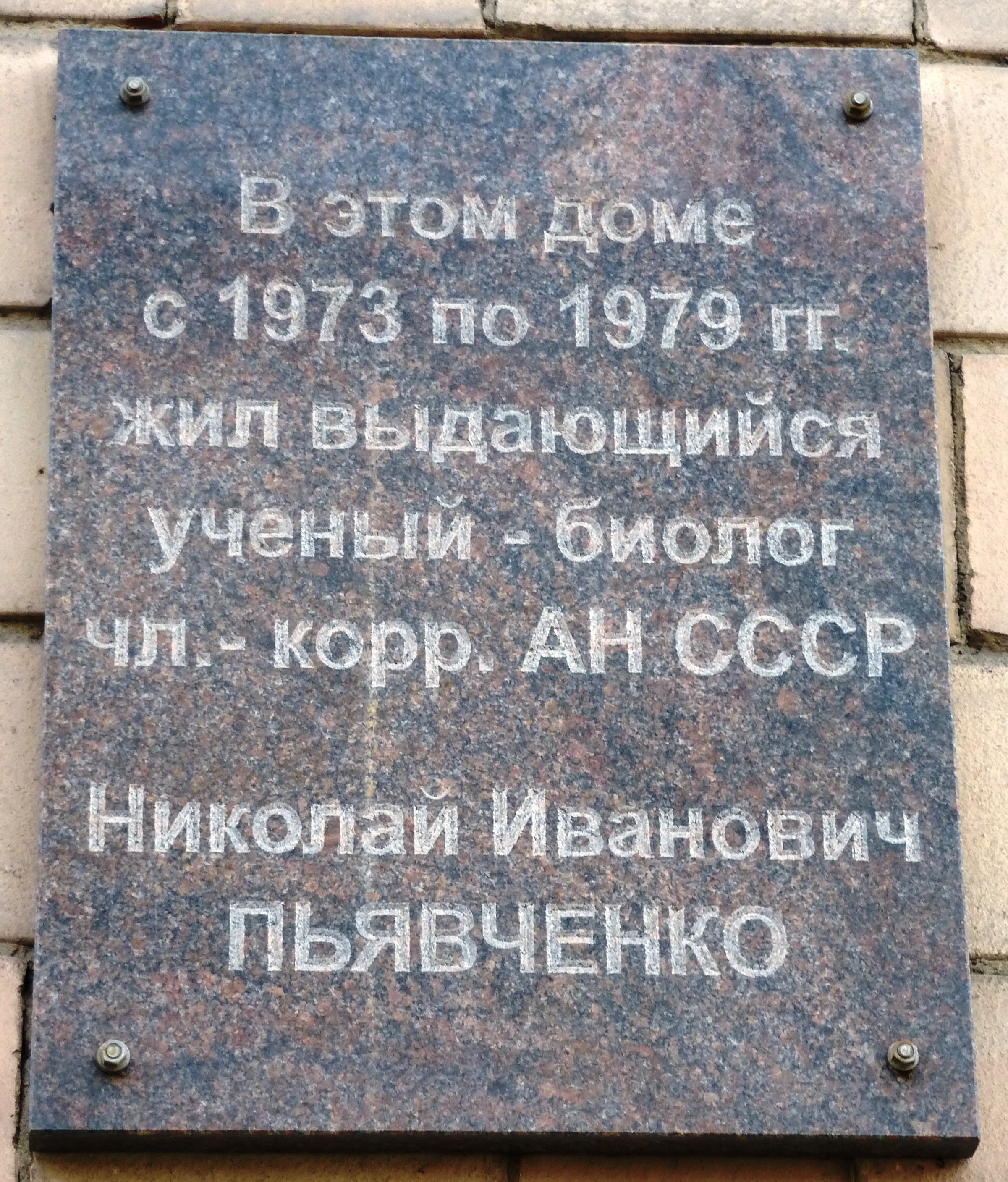
Памятная доска в Петрозаводске